# Philomena Mensah
Philomena Mensah (Acra, Ghana, 11 de mayo de 1975) es una atleta canadiense de origen ghanés retirada especializada en la prueba de 60 m, en la que consiguió ser medallista de bronce mundial en pista cubierta en 1999.

## Carrera deportiva
En el Campeonato Mundial de Atletismo en Pista Cubierta de 1999 ganó la medalla de bronce en los 60 metros, llegando a meta en un tiempo de 7.07 segundos, tras la griega Ekaterini Thanou (oro con 6.96 segundos) y la estadounidense Gail Devers.